# Afanasi Beloborodov
Afanasi Pavlantievich Beloboródov (en ruso: Афанасий Павлантьевич Белобородов; 18 de enerojul./ 31 de enero de 1903greg. - 1 de septiembre de 1990) fue un líder militar soviético que combatió durante la Segunda Guerra Mundial. Después de la guerra alcanzó el grado militar de general del ejército (1963) y recibió dos veces el título honorífico de Héroe de la Unión Soviética (1944, 1945). Fue miembro del Comité Central del PCUS (1966-1971). Durante la Segunda Guerra Mundial tuvo una destacada participación sobre todo en la operación Bagration y en la subsiguiente ofensiva del Báltico que supuso el cerco y posterior destrucción del Grupo de Ejércitos Norte alemán en la Bolsa de Curlandia.

## Biografía

### Infancia y juventud
Afanasi Beloboródov nació el 31 de enero de 1903 en el pueblo siberiano de Akinino en la gobernación de Irkutsk en esa época parte del Imperio ruso, en el seno de una familia de campesinos rusos. Tras completar únicamente tres cursos de la escuela elemental, se unió a un destacamento partisano a la edad de dieciséis años y participó en el levantamiento de Irkutsk. En 1920 la unidad se incorporó al 8.º Regimiento de Fusileros de Irkutsk de la 1.ª División de Fusileros de Chitá. En marzo del mismo año, fue trasladado a la reserva por enfermedad y debido a su minoría de edad. En septiembre de 1923 fue reclutado de nuevo en el Ejército Rojo.
En 1926 se graduó en la Escuela de Infantería de Nizhny Nóvgorod y fue nombrado comandante de un pelotón de fusileros del 6.º Regimiento de Fusileros de Jabárovsk de la 2.ª División de Fusileros del Distrito Militar de Siberia. En agosto de 1929, después de graduarse de los cursos político-militares de Leningrado,  fue nombrado comandante político de una compañía del 107.º Regimiento de Fusileros de la 36.ª División de Fusileros del Distrito Militar de Siberia.
En 1929 participó en el conflicto sino-soviético del Ferrocarril Oriental de China (cerca de Chzhalainor en Manchuria). El comandante de su compañía murió durante la primera batalla, por lo que Beloborodov tomó el mando. Lideró con éxito la compañía en varias batallas y por ello recibió su primera Orden de la Bandera Roja. Una vez finalizado el conflicto, permaneció al mando de la compañía durante un año.
En 1933 ingresó en la Academia Militar Frunze, de la que se graduó en 1936 (facultad especial con formación en japonés e inglés). En el mismo año se le otorgó el grado militar de teniente primero, tras lo cual fue nombrado subdirector del departamento operativo del estado mayor de la 66.º División de Fusileros en el Lejano Oriente. Se convirtió en Jefe de Estado Mayor de Operaciones del 31.º Cuerpo de Fusileros en marzo de 1939. En junio de ese mismo año fue nombrado Jefe de Estado Mayor del 43.º Cuerpo de Fusileros, a partir de noviembre, se desempeñó temporalmente como comandante del cuerpo. Durante los primeros seis meses de 1941 fue jefe del departamento de entrenamiento militar de la sede del Frente del Lejano Oriente.

### Segunda Guerra Mundial
Al comienzo de la Segunda Guerra Mundial a partir del 12 de julio de 1941, el coronel Afanasi Beloborodov comandó la 78.º División de Fusileros. A principios de noviembre de 1941, llegó con su división al Frente Oeste, como parte del 16.º Ejército, la división se distinguió en la Batalla de Moscú. Por el heroísmo masivo del personal el 27 de noviembre de 1941, la división se transformó en la 9.ª División de Fusileros de la Guardia. Beloborodov fue ascendido posteriormente al rango de mayor general. Durante la operación ofensiva Klinsko-Solnechnogorsk, la división liberó la ciudad de Istra. Después de una breve estancia en la reserva del Cuartel General del Mando Supremo. En junio de 1942, al frente de su división, luchó en los frentes suroeste y Stalingrado, participando en la operación defensiva Vorónezh-Voroshilovgrad (véase Operación Fall Blau) y en la Batalla de Stalingrado.
Desde el 14 de octubre de 1942, fue nombrado comandante del 5.º Cuerpo de Fusileros de la Guardia en el Frente Kalinin, participó en la operación ofensiva Velikie Luki. El 6 de agosto de 1943, asumió el mando del 2.° Cuerpo de Fusileros de la Guardia, con el cual participó en las Operaciones ofensivas de Smolensk y de Nevelsko-Gorodok.. El 22 de mayo de 1944, se le asignó el mando del 43.° Ejército.
En el verano de 1944, participó en la Operación Bagration, en particular tuvo una destacada participación, en la Operación Vitebsk-Orsha en el curso de la cual el LIII Cuerpo de Ejército alemán fue cercado y posteriormente destruido en una bolsa en los alrededores de Vítebsk. En la madrugada del 22 de junio, después de una intensa preparación artillera su ejército inició el ataque contra las posiciones alemanas en los alrededores de Vítebsk, en las primeras horas de la batalla el 43.° Ejército no pudo avanzar más allá de la primera línea de trincheras. Pero el 23 de junio, después de una intensa preparación artillera, el 43.° Ejército se puso de nuevo en marcha y arrolló las defensas alemanas, avanzando profusamente en la desorganizada retaguardia alemana. El 24 de junio Beloborodov destruyó las desmoralizadas fuerzas del Korpsgruppe E y comenzó a cruzar el río Dvina Occidental, al oeste de la ciudad. Para el mediodía del 25 de junio había establecido contacto con únidades blindadas del 39.º Ejército del teniente general Iván Liudnikov, cortando así cualquier vía de escape del LIII Cuerpo de Ejército alemán.
Después de completar el cerco del LIII Cuerpo, el 43.° Ejército de Beloborodov rodeó la ciudad de Vítebsk y continuó avanzando hacia el oeste destruyendo la enorme masa de fugitivos alemanes que huía desesperados hacia Minsk, que las únidades blindadas de vanguardia del 6.º Ejército de Guardias del teniente general Iván Chistiakov y del 1.er Cuerpo de Tanques al mando del coronel general Vasili Butkov, habían dejado atrás en su avance hacia el oeste.
El 28 de junio, el 43.° Ejército de Beloborodov ocupó la ciudad de Lépiel donde hicieron más 800 prisioneros y se apoderaron de los depósitos de vituallas del 3.er Ejército Panzer alemán, ensanchando de ese modo la brecha entre el Grupo de Ejércitos Norte, estacionado en los países bálticos, y los restos del Grupo de Ejércitos Centro, que en ese momento se retiraban en completo desorden hacia el oeste. El 5 de julio, el Alto Mando soviético ordenó al 43.° Ejército de Beloborodov que junto con el 51.º Ejército, el 2.º Ejército de la Guardia y el 3.er Cuerpo Mecanizado de la Guardia debían avanzar a través de la brecha entre ambos grupos de ejército alemanes y alcanzar el golfo de Riga (Operación Šiauliai), cortando de ese modo las comunicaciones entre los Grupos de Ejércitos Norte y Centro y aislando en los países bálticos al Grupo de Ejércitos Norte. El 31 de julio, los elementos de vanguardia de los tres ejércitos soviéticos alcanzaron la orilla del Mar Báltico al oeste de Riga, completando de esta manera el cerco del Grupo de Ejércitos Norte, pero en agosto se retiraron 30 km al sur debido a un contraataque alemán.
Posteriormente, al frente del mismo ejército, participó en la Ofensiva del Báltico que supuso la liberación completa de los países bálticos, en el bloqueo de los restos del Grupo de Ejércitos Norte en la Bolsa de Curlandia, así como en la Ofensiva de Prusia Oriental (13 de enero - 25 de abril de 1945). Su ejército se desempeñó de manera excelente durante el asalto a Koenigsberg a principios de abril de 1945. Finalmente, en la etapa final de la guerra, el ejército participó en la destrucción de los restos del 2.º Ejército alemán cercados en una bolsa en la desembocadura del Vístula.

#### Invasión de Manchuria

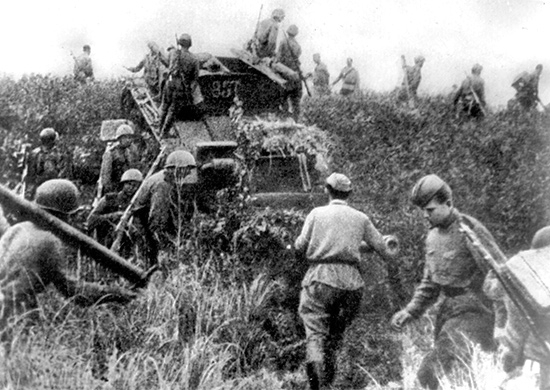
Soldados soviéticos cruzan la frontera de Manchuria el 9 de agosto de 1945

Después de la rendición de Alemania, el coronel general Afanai Beloborodov partió hacia el Lejano Oriente, donde el 27 de junio de 1945, asumió el mando del 1.er Ejército Bandera Roja del Grupo de Fuerzas Primorski. Durante la Operación Tormenta de Agosto contra el Imperio de Japón en agosto de 1945, el ejército bajo su mando como parte del 1.er Frente del Lejano Oriente comandado por el mariscal Kirill Meretskov,  participó en la operación Harbin-Girin.
Las tropas del ejército, en cooperación con el 5.º Ejército, atravesaron el área fortificada de Dongning y en el tercer día de la ofensiva capturaron la ciudad de Lishuzhen. Luego, forzando el río Mulinghe, sus tropas de vanguardia superaron el área fortificada de Mishan y capturaron las ciudades de Mishan y Mudanjiang, lanzando un rápido ataque contra Harbin. La iniciativa y capacidad de maniobra de los comandantes soviéticos sorprendió sobremanera a los japoneses que aún conservaban el estereotipo soviético de la década de 1930, reforzado por informes alemanes, que describían al Ejército Rojo como «torpe».
Las tropas soviéticas también sufrieron ataques suicidas kamikaze por parte de los japoneses durante la invasión de Manchuria. El general Afanasi Beloboródov, recordó: «De las cunetas de la carretera y de escondites camuflados, aparecieron soldados con uniformes verdes. Parecían estar deformes por el peso de las minas y las granadas que llevaban adheridas a sus cuerpos y corrieron hacia nuestros tanques. Cayeron muertos por las balas de nuestras ametralladoras. Instantáneamente, el suelo aparecía cubierto de cientos de cuerpos. Pero de agujeros y grietas aparecieron nuevos atacantes suicidas y saltaron bajo nuestros tanques...».
El 21 de agosto de 1945, Beloborodov fue nombrado primer comandante militar soviético y jefe de la guarnición de Harbin. El 16 de septiembre de 1945 organizó el Desfile de la Victoria sobre Japón en Harbin.

### Posguerra
Después de la guerra, continuó al mando del 1.er Ejército Bandera Roja del Distrito Militar Trans-Baikal-Amur. Desde abril de 1946, jefe del Departamento de Entrenamiento de Combate de las Fuerzas de Fusileros. Desde julio de 1946 - Comandante del 5.º Ejército de Guardias en el Grupo de Fuerzas Central. Desde diciembre de 1946 - Subcomandante en Jefe del Grupo de Fuerzas Central. Desde mayo de 1947 - Comandante del 39.° Ejército del Distrito Militar de Siberia (el ejército estaba estacionado en la península de Liaodong en China y el cuartel general del ejército estaba en Port Arthur).
Desde mayo de 1953 fue Jefe de la Dirección de Entrenamiento de Combate de las Fuerzas Terrestres. Desde octubre de 1953, fue jefe de los Cursos de Perfeccionamiento Táctico y de Tiro del Estado Mayor del Ejército (conocidos popularmente como cursos Vystrel). A partir de julio de 1954 ejerció como Asesor Militar Jefe del Ministerio de Defensa Nacional de la República Socialista Checoslovaca y agregado militar en la Embajada de la URSS en Checoslovaquia.
Desde octubre de 1955, estuvo al mando de las tropas del Distrito Militar de Vorónezh. Desde mayo de 1957, fue el jefe de la Dirección Principal de Personal del Ministerio de Defensa de la URSS. Desde marzo de 1963 asumió el puesto de Comandante del Distrito Militar de Moscú. El 23 de octubre de 1966, sufrió un accidente automovilístico que le produjo lesiones graves y varias fracturas. Después de un tratamiento prolongado, su salud no se recuperó del todo, por lo que redactó un informe con una solicitud para que fuera liberarlo del mando del distrito. En junio de 1968 fue nombrado Inspector Asesor del Grupo de Inspectores Generales del Ministerio de Defensa de la URSS (un puesto meramente honorífico).
Fue miembro del Comité Central del PCUS entre 1966 y 1971, diputado de la III (1950-1954) y la VII (1966-1970) convocatorias del Sóviet Supremo de la Unión Soviética, así como diputado de la V (1959-1963) y VI (1963-1967) convocatorias del Sóviet Supremo de la RSFS de Rusia. En sus últimos años escribió varios libros de memorias sobre su participación en la Segunda Guerra Mundial.
Afanasi Beloborodov murió el 1 de septiembre de 1990. De acuerdo con su testamento, fue enterrado en el Cementerio Militar Conmemorativo Snegiri (en los alrededores de Moscú), junto a los soldados de su división que murieron en el otoño de 1941 durante la Batalla de Moscú.

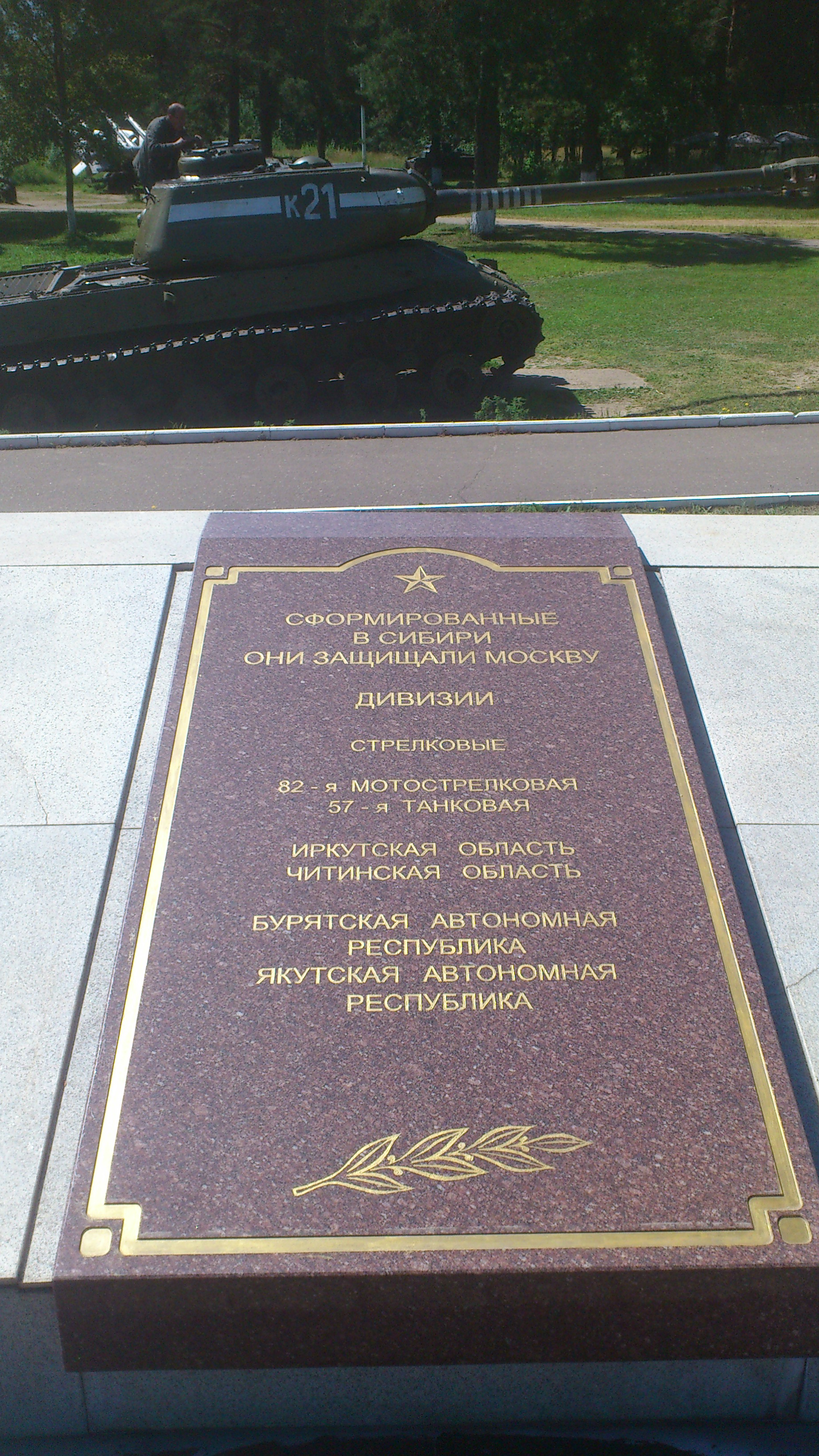
Tumba del general Afanasi Beloborodov en el cementerio militar de Snegiri

## Promociones
- Coronel

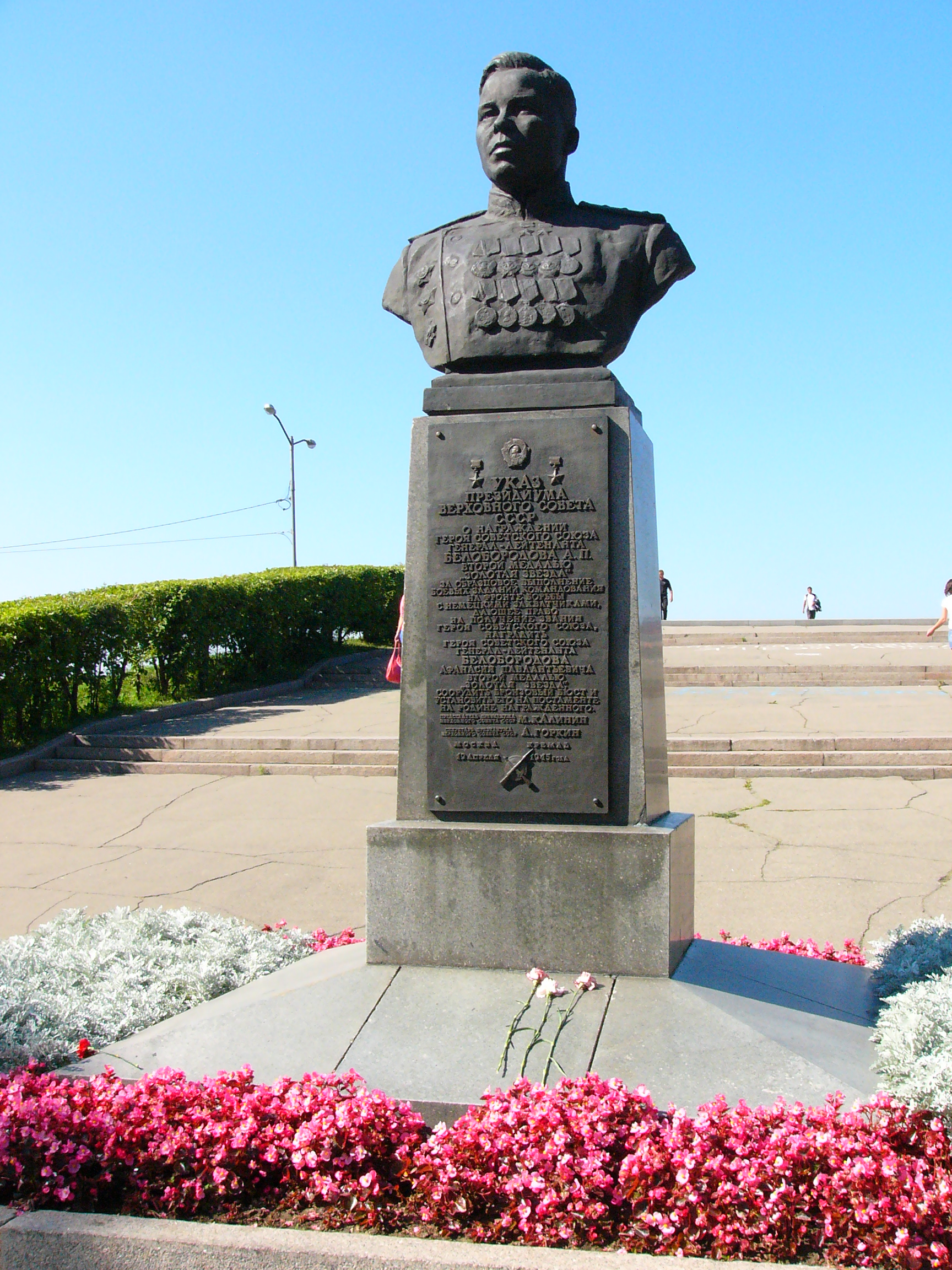
Busto en honor a Afanasi Beloborodov en Irkutsk (Rusia)

- Mayor general (26 de noviembre de 1941)
- Teniente general (22 de febrero de 1944)
- Coronel general (5 de mayo de 1945)
- General del ejército (22 de febrero de 1963)[14]

## Condecoraciones
A lo largo de su extensa carrera militar Afanasi Beloborodov recibió las siguientes condecoraciones:
Unión Soviética
- Héroe de la Unión Soviética, dos veces (22 de julio de 1944 y 19 de abril de 1945)
- Orden de Lenin, cinco veces (22 de julio de 1944, 26 de octubre de 1944, 21 de febrero de 1945, 30 de enero de 1963 y 30 de enero de 1983)
- Orden de la Revolución de Octubre (30 de enero de 1973)
- Orden de la Bandera Roja, cinco veces (22 de febrero de 1930, 9 de enero de 1942, 3 de noviembre de 1944, 15 de octubre de 1955 y 22 de febrero de 1968)
- Orden de Suvórov de 1.er grado (8 de septiembre de 1945)
- Orden de Suvórov de 2.do grado (22 de septiembre de 1943)
- Orden de Kutúzov de 2.do grado (2 de agosto de 1943)
- Orden de la Guerra Patria (11 de marzo de 1985) de 1.er grado
- Medalla de Veterano de las Fuerzas Armadas de la URSS
- Orden del Servicio a la Patria en las Fuerzas Armadas de la URSS de 3.er grado (30 de abril de 1975)
- Medalla Conmemorativa por el Centenario del Natalicio de Lenin
- Medalla por la Victoria sobre Alemania en la Gran Guerra Patria 1941-1945 (9 de mayo de 1945)
- Medalla por el desarrollo de las tierras vírgenes
- Medalla por la Defensa de Moscú
- Medalla por la Defensa de Stalingrado
- Medalla por la Victoria sobre Japón
- Medalla por la Conquista de Königsberg
- Medalla por el Fortalecimiento de la Cooperación Militar
- Medalla Conmemorativa del 20.º Aniversario de la Victoria en la Gran Guerra Patria de 1941-1945
- Medalla Conmemorativa del 30.º Aniversario de la Victoria en la Gran Guerra Patria de 1941-1945
- Medalla Conmemorativa del 40.º Aniversario de la Victoria en la Gran Guerra Patria de 1941-1945
- Medalla del 20.º Aniversario del Ejército Rojo de Obreros y Campesinos
- Medalla del 30.º Aniversario de las Fuerzas Armadas de la URSS
- Medalla del 40.º Aniversario de las Fuerzas Armadas de la URSS
- Medalla del 50.º Aniversario de las Fuerzas Armadas de la URSS
- Medalla del 60.º Aniversario de las Fuerzas Armadas de la URSS
- Medalla del 70.º Aniversario de las Fuerzas Armadas de la URSS

Otros países
- Orden al Mérito Militar (Mongolia)
- Medalla del 30.º Aniversario de la Victoria sobre el Japón Militarista (Mongolia)
- Medalla del 30.º Aniversario de la Victoria en Jaljin Gol (Mongolia)
- Medalla del 40.º Aniversario de la Victoria en Jaljin Gol (Mongolia)
- Orden al Mérito de la Patria (RDA)
- Bandera de la Orden de la Guerra (República Federativa Socialista de Yugoslavia)
- Orden de la República Popular de Bulgaria
- Orden del León Blanco "Por la Victoria" (Checoslovaquia)
- Medalla de la Amistad Chino-Soviética, dos veces (República Popular de China)